# Berthella californica
Berthella californica är en snäckart som först beskrevs av Dall 1900.  Berthella californica ingår i släktet Berthella och familjen Pleurobranchidae. Inga underarter finns listade i Catalogue of Life.